# Cryptobranchus
Cryptobranchus es una género de anfibios caudados de la familia Cryptobranchidae. Llegan a medir hasta 70 cm de largo, incluida la cola. 
Su hábitat es América del Norte. Son parientes cercanos de la salamandra china gigante y tiene una forma similar, con patas cortas, una cabeza grande y una piel arrugada y resbaladiza. 
Estas salamandras viven en los ríos y arroyos de cauce rápido, y pasan el día escondidas debajo de las rocas. En verano, las hembras ponen cadenas de huevos en la orilla del río y el macho los cuida hasta que se abren.

## Lista de especies
Según ASW:
- Cryptobranchus alleganiensis (Daudin, 1803)
- Cryptobranchus bishopi[2] Grobman, 1943